# Dries 't Nelleken

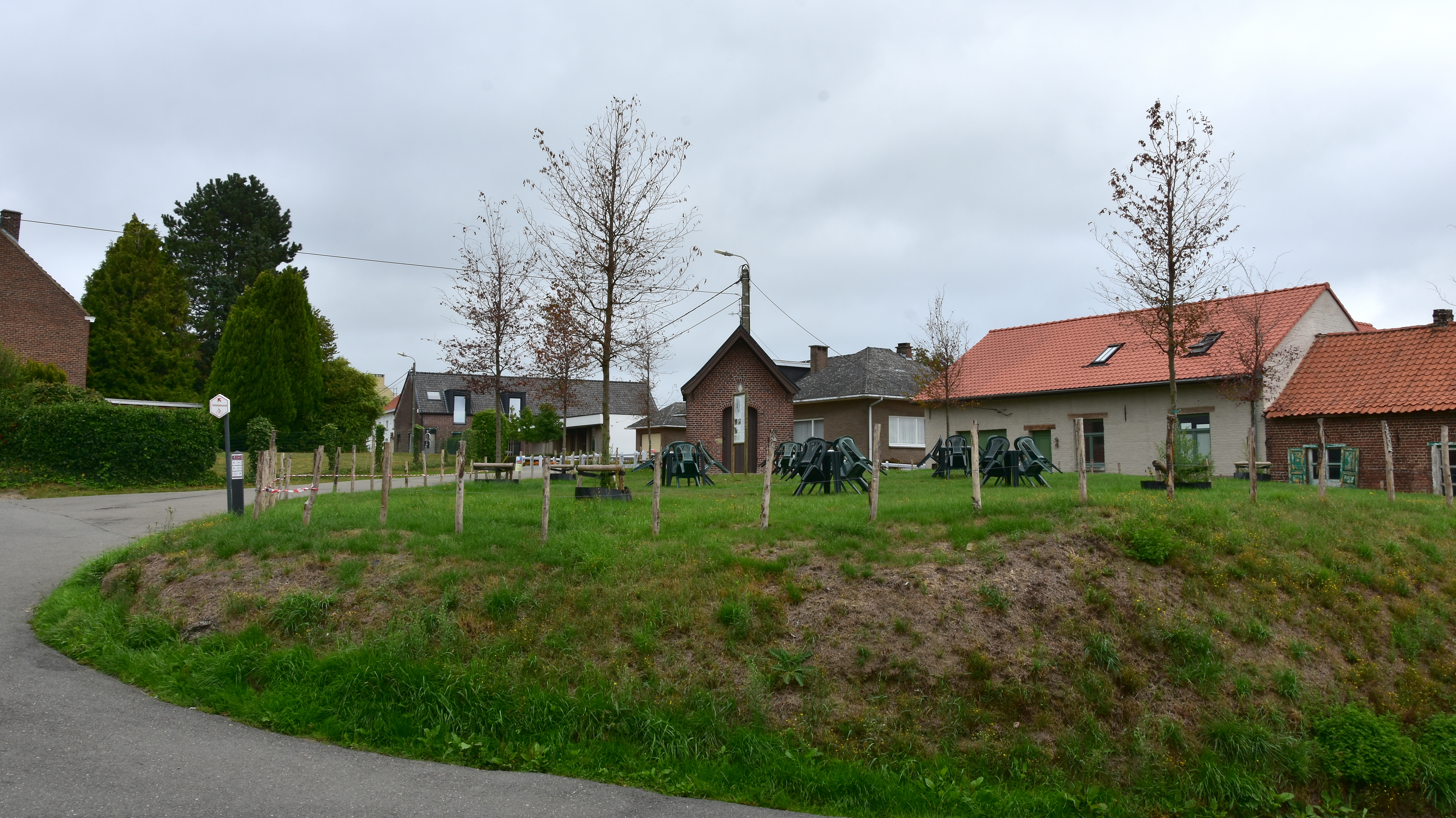
De Dries 't Nelleken

De Dries 't Nelleken is een dries in het gehucht Ter Helleken in de Vlaams-Brabantse deelgemeente Sint-Kwintens-Lennik. De dries is een beschermd monument.
Deze dries behield zijn agrarische authenticieit, in tegenstelling tot die in andere gehuchten in dit dorp, zoals Tuitenberg en Eizeringen. Er is nog steeds het open landschap met overwegend akkerbouw. Door de hoge ligging (93 m) en het open karakter van het omgevende landschap is de dries in de ruime omgeving zichtbaar.
Het pleintje is omkaderd door lage dorpshuizen en vormt hierdoor een heuveltje. Het is anno 2020 niet meer omringd door zeven groene en bruine beuken die vermoedelijk rond de Eerste Wereldoorlog werden aangeplant maar door nieuw aangeplante bomen. De oude bomen werden in 2017 gerooid om veiligheidsredenen. Op een uithoek van de dries, gevormd door de Oude Geraardsbergsestraat, de Moeilleweg en de Eizeringenstraat, staat de Sint-Berlindiskapel, toegewijd aan de Heilige Berlindis. Zij behoort tot de regionale volksheiligen die vooral in de buurt van Ninove grote populariteit genoot. Berlindis werd waarschijnlijk geboren in het nabijgelegen Meerbeke.

## Historiek
Deze driezijdige dries vormt de oorspronkelijke kern van het gehucht 't Nelleken, met een concentratie van lage huisjes rondom. Zijn voornaamste functies hadden te maken met het boerenbedrijf. Hier werd het vee verzameld om het te voeren, te melken, te drenken en om zo te verhinderen dat de gewassen in de omgevende bouwlanden werden vertrappeld. Daarnaast fungeerde ze als bleek en als ontmoetingsplaats bij feesten en kermissen.
Tijdens feesten en kermissen was de dries de ontmoetingsplaats bij uitstek.

### Vlamingen en Brabanders
Bij de dries vond in 1333 een veldslag plaats tussen soldaten van het hertogdom Brabant (Jan III) en het leger van het graafschap Vlaanderen onder leiding van Lodewijk II van Nevers. Deze confrontatie met de Vlaamse graaf als verliezende partij, kaderde in de langdurige vijandschap tussen beide machtsblokken. Anno 2020 spreekt men nog over 'de slag van 't Nelleken'. De legende rond de vlucht van een Vlaams ridder naar de Saffelberg om zijn huid te redden resulteerde in de bouw van de Saffelbergkapel. 
In het Pajottenland spreekt men nog steeds over naar 't Nelleken gaan als er iets moeilijks te wachten staat of men een schrikwekkende ervaring gaat beleven.